# Acryptolaria abies
Acryptolaria abies is een hydroïdpoliep uit de familie Lafoeidae. De poliep komt uit het geslacht Acryptolaria. Acryptolaria abies werd in 1877 voor het eerst wetenschappelijk beschreven door Allman. 